# سیبرد (کارولینای شمالی)
سیبرد (به انگلیسی: Seaboard) شهری در ایالت کارولینای شمالی کشور ایالات متحده آمریکا است که جمعیت آن در سرشماری سال ۲۰۱۰ میلادی، ۶۳۲ نفر بوده‌است.